# قائمة المخيمات الفرعية داكاو
فيما يلي قائمة بالمخيمات الفرعية لمجمع داخاو لمعسكرات الاعتقال النازية. 
| - Allach - Aufkirch - آوغسبورغ - باد إيستشل - باد تولتس - Asbach-Bäumenheim - Bayersoien - Bayrisch Zell - Birgsau - Blaichach - Bruck - Burgau/Günzburg - معسكر الاعتقال داكاو - إشينغ (منطقة فرايزنيغ) - لاينفلدن-إشتردينغن - إلفانغن - إميرتينغ - Eschelbach - Feistenau - فيلدافينغ - فيشبآخآو - Fischen - Fischhorn, Bruck - Friedolfing - فريدريكسهافن - فوسن - Gablingen - غارميش-بارتنكيرشن - غيرمرينغ - غموند أم تيغرنزيه - هالفينغ - هالين - هآوزهام - هايدنهايم (بلدة) - هيبنهايم - Horgau - إنسبروك - Itter - Karlsfeld - كاوفبويرن - معسكر اعتقال كاوفرينغ ‏ - كمبتن - كونيجسي - كمبتن - لاندسبرغ إم لش - لاندسهوت - لاوينغن |  | - Lind Castle in Neumarkt in Steiermark - Lochau - سوق شفابن - Mauthausen - Moschendorf - Mühldorf - Mühlheim - München-Giesing - Agfa Kamerawerke - München-Schwabing - also known as إليونور باور - Neustift - نورنبرغ - Oberdorf, Bad Hindelang - Oberföhring - أوتوبغون - باساو - Pfersee - Plansee - Pollnhof - رادولفتسل - روهاردورف (أم إن) - Rorgsachwaige - Rothschwaige - سالزبورغ - باد زاولغاو - Schlachters-Sigmarszell - أوبرشلآيسهآيم - Schloss Itter - Seehausen - Spitzingsee - شتآينهورينغ - شتيفآنسكيرشن - St Gilgen - St Lambrecht - St. Wolfgang - تراونشتاين - تروستبرغ - Türkenfeld - Türkheim - توتزينغ - Ueberlingen - أولم - أوتينغ أم أميرسيه - Valepp - Vulpmes - Uttendorf-Weisssee - فولفراتسهاوزن - زآنغبيرغ |